# Éric Ciotti
Éric Ciotti, né le 28 septembre 1965 à Nice (Alpes-Maritimes), est un homme politique français. Ancien président du parti Les Républicains (LR), il préside depuis 2024 l'Union des droites pour la République (UDR). Il est également député de la première circonscription des Alpes-Maritimes depuis 2007, président du conseil départemental des Alpes-Maritimes de 2008 à 2017 et questeur de l'Assemblée nationale depuis 2018.
À partir de 2009, il exerce différentes fonctions à l'UMP, où il incarne une partie de l’aile droite du mouvement. Battu par Valérie Pécresse au second tour de la primaire pour l’investiture de LR pour l'élection présidentielle de 2022, il est toutefois élu président du parti lors du congrès en décembre 2022. 
Lors des élections législatives de 2024, il provoque une crise au sein du parti Les Républicains, alors qu’il en est toujours le président, en concluant une alliance électorale avec le Rassemblement national. En septembre de la même année, il quitte LR et fonde l’Union des droites pour la République, formation politique située à l’extrême droite.

## Situation personnelle

### Naissance, famille et origines
Éric Ciotti est né dans une famille originaire de Saint-Martin-Vésubie et est d'ascendance française par sa mère, Annie Airaudi, et italienne par son père, Bernard Ciotti. Son père a des ancêtres originaires de la ville italienne de Trévise qui se sont installés dans le comté de Nice avant le rattachement de celui-ci à la France en 1860. Sa famille tient une quincaillerie à Nice.

### Mariage et vie privée
Il a été marié à Caroline Magne, enseignante,, qui fut sa collaboratrice parlementaire jusqu'en 2017 et directrice de la communication de la ville de Nice au sein du cabinet de Christian Estrosi jusqu'en 2013 et qui est visée par une enquête du Parquet national financier, ouverte en novembre 2022, pour détournement de fonds publics, abus de confiance et recel de ces infractions entre 2007 et 2016. Il est père de trois enfants, Bénédicte, Jeanne-Marie et Anne-Julie.
Il pratique régulièrement la chasse, notamment en compagnie de François Baroin.

### Études et formation
Issu d'un milieu modeste, Éric Ciotti étudie au lycée du Parc-Impérial à Nice. Il passe une licence d'économie à Nice puis il est diplômé en 1988 de l'Institut d'études politiques de Paris. Il commence sa carrière comme collaborateur parlementaire de Christian Estrosi, député RPR élu dans les Alpes-Maritimes, avant de travailler de 1995 à 1998 au cabinet de Jean-Claude Gaudin, président de la région Provence-Alpes-Côte d'Azur (PACA).

## Parcours politique

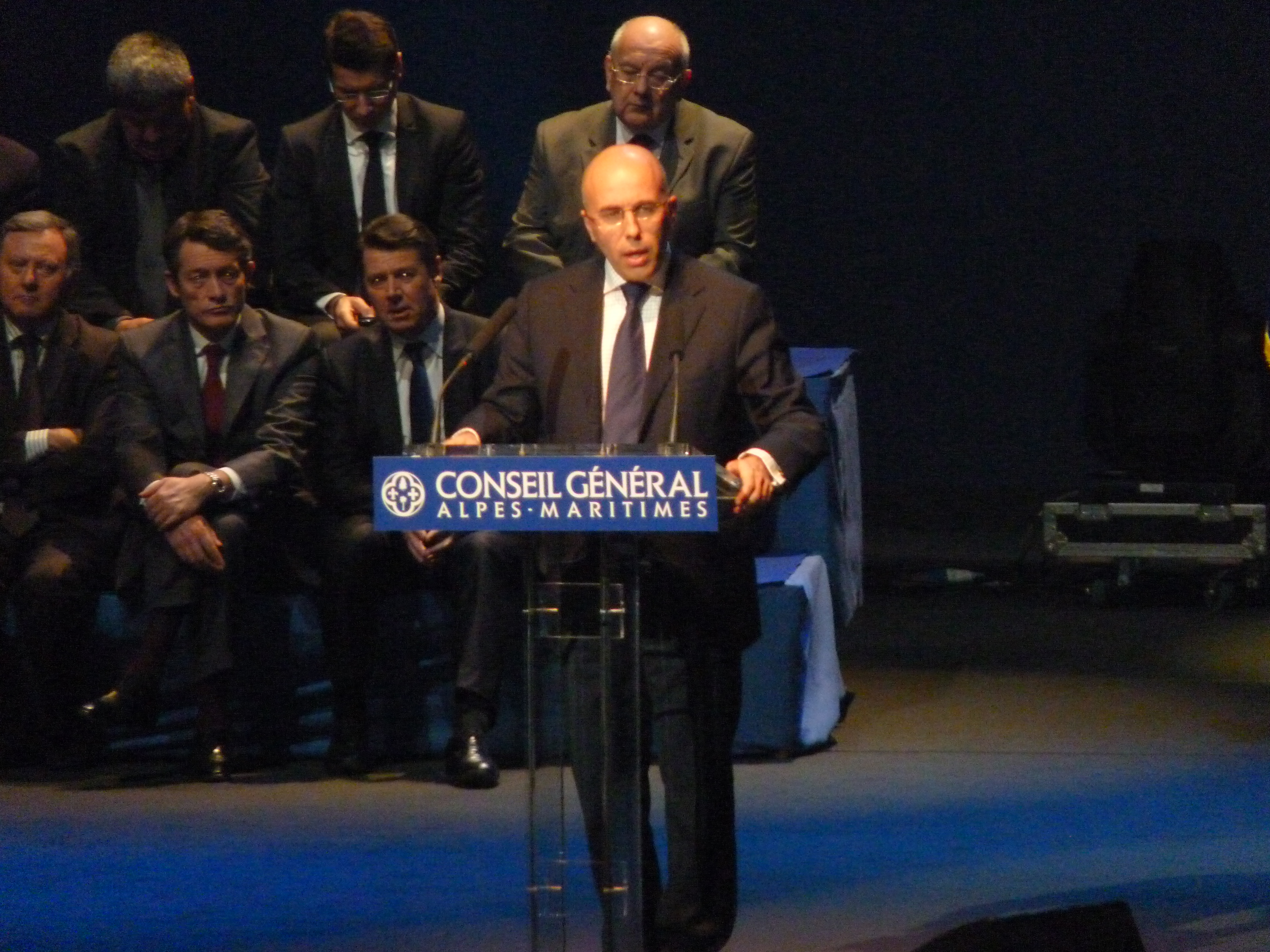
Éric Ciotti en 2011.

Il vient à la politique par son oncle, premier adjoint au maire de Saint-Martin-Vésubie.

### Débuts comme assistant parlementaire
Il est recruté comme collaborateur parlementaire en 1988, à 23 ans, par Christian Estrosi.
Le 24 janvier 1991, François Fillon, député RPR, écrit à Jean-Pierre Chevènement, ministre de la Défense, en vue de faire exempter du service militaire Éric Ciotti, alors collaborateur parlementaire de son collègue Christian Estrosi. Mais le ministre quitte ses fonctions peu après et c'est finalement au titre de soutien de famille, en raison de la grossesse de sa conjointe, que l'intéressé obtiendra une dispense quelques semaines plus tard. La publication de cette lettre dans Le Canard enchaîné du 14 septembre 2016 vaudra des critiques à Ciotti, devenu entre-temps partisan déterminé du service militaire obligatoire, suspendu en 1997 sur initiative de Jacques Chirac,.
De 1998 à 2001, Ciotti est conseiller au sein du groupe RPR du conseil régional de Provence-Alpes-Côte d'Azur. De 2003 à 2007, il occupe le poste de directeur de cabinet de Christian Estrosi, président du conseil général des Alpes-Maritimes. De 2005 à 2007, il cumule cette fonction avec celle de conseiller au sein du cabinet ministériel de Christian Estrosi, alors ministre délégué à l’Aménagement du territoire,.

### Engagements et mandats locaux
Élu le 16 mars 2008 sur la liste de Christian Estrosi lors des élections municipales à Nice, il devient ensuite premier adjoint au maire, chargé notamment du développement durable, de l'aménagement urbain, des travaux et des déplacements. Le même jour, il subit une défaite aux élections cantonales dans le canton de Nice-1 : Marc Concas (PS) est en effet réélu au conseil général avec 51,54 % des voix contre 48,46 % pour Éric Ciotti.
Le 7 décembre 2008, à la suite de la démission de Gaston Franco, il est élu conseiller général dans le canton de Saint-Martin-Vésubie, dès le premier tour de scrutin et contre quatre candidats, avec 78,5 % des suffrages. Quelques jours plus tard, le 18 décembre, Éric Ciotti est élu président du conseil général des Alpes-Maritimes par l'assemblée départementale, succédant à Christian Estrosi, atteint par les règles sur le cumul des mandats. Pour se conformer aux règles relatives à la limitation du cumul des mandats, il démissionne le même jour de ses mandats de conseiller municipal et d’adjoint au maire de Nice.
Aux élections cantonales de 2011, Éric Ciotti est réélu au premier tour dans le canton de Saint-Martin-Vésubie, avec 76,84 % des voix. Il est reconduit à la tête du conseil général des Alpes-Maritimes le 31 mars 2011, avec 44 voix, soit six de plus qu'en 2008.
Lors des élections municipales de 2014, il est le président du comité de soutien de Christian Estrosi, candidat à sa réélection à Nice.
À l’issue du premier tour des élections départementales de 2015, il est élu conseiller départemental (nouvelle dénomination du mandat de conseiller général). Le 2 avril 2015, lors de la première séance du conseil départemental, il est réélu président du département par les conseillers, avec 50 voix sur 54. En septembre 2015, il devient secrétaire départemental de la fédération Les Républicains des Alpes-Maritimes.
Dans le département des Alpes-Maritimes, il s'oppose à partir de juin 2017 à Christian Estrosi, qui adopte un profil plus modéré que lui et qui se dit prêt à collaborer avec la majorité présidentielle d’Emmanuel Macron, que le maire de Nice soutient. Le 13 octobre 2018, Éric Ciotti succède à Estrosi à la présidence de la fédération LR du département, tandis que ses partisans l’emportent sur les soutiens du maire de Nice lors de l’élection des délégués de circonscription.

### Fondation du micro-parti Les Amis d'Éric Ciotti
Le 3 septembre 2012 Éric Ciotti fonde son micro-parti sous l'appellation d'« Association des Amis d'Éric Ciotti » puis « À droite ! Les Amis d'Éric Ciotti ». Son siège social est situé 15, quai des Deux-Emmanuel à Nice,,,,,. Lors des élections législatives de 2024 il réunit une soixantaine de candidats déclarés en préfecture sous l'égide du parti À droite ! Les Amis d'Éric Ciotti (ADAEC), les affiches de campagne et professions de foi portant la mention « Candidat républicain » ou « Républicains à droite » (RAD), telle que cette dernière apparaît depuis le 27 juin sur la façade de sa permanence,,,. L'élection de dix-sept candidats de son parti lors des élections législatives de 2024 lui permet d'envisager la formation d'un groupe parlementaire indépendant à l'Assemblée nationale.

### Député des Alpes-Maritimes

#### Élections législatives de 2007
Le 17 juin 2007, il est élu député dans la 1re circonscription des Alpes-Maritimes en obtenant au second tour 60,92 % des voix face au candidat socialiste Patrick Allemand. Il fait partie du groupe UMP à l'Assemblée nationale, où il est membre de la commission des Lois. Passionné par les questions de légitimité électorale, il avait, un temps, imaginé de réfléchir à « des propositions de loi visant à supprimer les triangulaires pour tous les scrutins électoraux »,.

#### Engagement parlementaire
Il est l'auteur d'une proposition de loi visant à lutter contre l'absentéisme scolaire en suspendant ou supprimant des allocations familiales en cas d'absentéisme prolongé. La mesure, souhaitée par le président de la République Nicolas Sarkozy, reprend une loi abrogée en 2004. Elle est adoptée en juin 2010 par l'Assemblée nationale puis en septembre par le Sénat. Les chiffres des résultats de cette loi fluctuent selon les sources, et l'interprétation varie également selon les tendances politiques. Le 9 juin 2011, des chiffres rendus publics indiquent que depuis l'entrée en vigueur de la « loi Ciotti », le 24 janvier précédent, environ 28 000 lettres d'avertissement ont été adressées par les inspecteurs d'académie aux familles dont les enfants ont été absents sans justification plus de quatre jours et demi en un mois ; à la suite de cet avertissement, 22 000 absentéistes seraient retournés à l'école. Les détracteurs de la loi la jugent inéquitable et inefficace.

#### Réélection en 2012 et 2017
Lors des élections législatives de 2012, il se représente dans la 1re circonscription des Alpes-Maritimes. Il arrive nettement en tête au premier tour avec 43,89 % des voix, et affronte au second tour le socialiste Patrick Allemand qui a recueilli 28,68 % des suffrages. Ciotti est réélu député dans la première circonscription des Alpes-Maritimes le 17 juin 2012 avec 60,73 % (25 473 voix) face à Patrick Allemand. Le 26 juin 2012, Éric Ciotti est élu pour la première fois parmi les neuf vice-présidents du groupe UMP de l'Assemblée nationale.
Candidat à sa réélection lors des élections législatives de 2017, il l'emporte avec 56,2 % au second tour. D'après le Canard enchainé, il aurait négocié un accord avec Philippe Vardon du Front national. Alors que celui-ci devait initialement se présenter dans la première circonscription des Alpes-Maritimes, celle d'Éric Ciotti, il se serait reporté sur la troisième circonscription, où il bénéficie de la candidature d'un LR dissident affaiblissant Rudy Salles. Le FN parachute dans la première circonscription un inconnu, moins menaçant pour les autres candidats que le médiatique Philippe Vardon.
Comme le veut la tradition, un des postes de questeur de l'Assemblée nationale revient à l'opposition. Éric Ciotti est le candidat LR pour l'obtenir mais c'est finalement Thierry Solère, du groupe Les Constructifs, qui est élu. Cet épisode envenime des tensions déjà vives au sein du parti, entre ceux qui, comme Thierry Solère, souhaitent collaborer avec Emmanuel Macron, et d'autres, qui, comme Éric Ciotti, veulent une opposition frontale. Après la démission de Solère, il se représente au poste de questeur, et fait face à Ugo Bernalicis, opposant de gauche membre de La France insoumise,. Il remporte l'élection, organisée le 16 janvier 2018, gagnant 186 voix contre 35.
En février 2019, il fait voter à l'Assemblée nationale un amendement visant à installer les drapeaux français et européen, La Marseillaise et la devise Liberté, Égalité, Fraternité dans chaque classe de chaque école.
Le 26 mai 2020, il dépose à l'Assemblée une proposition de loi visant à interdire la diffusion d'images de policier, de militaires et d'agents de douane. Son texte est critiqué, intervenant au lendemain de la mort de George Floyd, mort d'asphyxie lors de son arrestation par la police aux États-Unis,. Ce projet reçoit le soutien de syndicats de police.

#### Élections législatives de 2022
Malgré le soutien de Christian Estrosi au candidat de la majorité présidentielle, Éric Ciotti s'est largement imposé dans la première circonscription des Alpes-Maritimes dans laquelle il est élu depuis 2007. La candidate qu'il soutenait, qui est aussi son binôme pour les élections départementales s'est aussi largement imposée. Ils remportent ainsi deux des trois circonscriptions niçoises.
Le 29 juin 2022, Éric Ciotti est réélu au poste de questeur de l'Assemblée nationale en obtenant la majorité des voix, 367, sur 544 votants, fonction qu'il occupait depuis 2018 à la suite du retrait de Thierry Solère.

#### Élections législatives de 2024
Éric Ciotti présente sa candidature lors des élections législatives françaises de 2024 dans la première circonscription des Alpes-Maritimes en proposant sous l'égide de son micro-parti Les Amis d'Éric Ciotti une « alliance des droites » et une « coalition d'union nationale » avec pour objectif de « porter Jordan Bardella à Matignon ». Il est élu au second tour du 7 juillet avec 45,14% des voix dans le cadre d'une triangulaire l'opposant à Olivier Salerno du Nouveau Front populaire (32.13% des voix) et Graig Monetti d'Ensemble (22,73% des voix).

### Thèmes sécuritaires
Éric Ciotti devient secrétaire national de l'UMP chargé des questions de sécurité en mars 2009. Il est à ce titre fréquemment présenté comme le « monsieur sécurité de l'UMP ».
Il est rapporteur de la loi sur les violences en bande adoptée en juin 2009 puis en 2010 de la loi d'orientation et de programmation pour la performance de la sécurité intérieure. Il fait notamment adopter la suppression des aides sociales pour les parents en cas d'absentéisme à l'école de leur enfant. En août 2010, Éric Ciotti propose de modifier la législation pour punir « de deux ans d’emprisonnement et de 30 000 € d’amende le fait par le père ou la mère de laisser son enfant mineur, lorsque celui-ci a été poursuivi ou condamné pour une infraction, violer les interdictions et les obligations auxquelles il est soumis ». Cette proposition est jugée anticonstitutionnelle, nul ne pouvant être pénalement responsable des faits d’autrui.
En janvier 2011, après l'affaire de la jeune Laëtitia, assassinée à Pornic, le président Nicolas Sarkozy demande à Éric Ciotti un rapport sur l'exécution des peines en France. Selon ce rapport, au 31 décembre 2010, le nombre de peines de prison ferme non exécutées se situait entre 97 000 et 102 000. Le rapport Ciotti présente cinquante mesures, dont la création de « structures pénitentiaires légères » dans d'anciennes casernes militaires ou dans des immeubles privés dans le but de parvenir à 80 000 places de prison en 2018, le développement des peines alternatives, des centres éducatifs fermés ou encore la création d'un service civique pour les mineurs récidivistes. Il propose aussi de confier l'exécution des peines au parquet. Par ailleurs, il réclame des moyens supplémentaires, en particulier 500 greffiers, et suggère de revenir sur le principe du crédit automatique de réduction de peine des condamnés.
Le 15 décembre 2011, le Parlement adopte la proposition de loi d'Éric Ciotti instaurant un encadrement de type militaire des mineurs délinquants. Cette loi prévoit, pour les mineurs délinquants de plus de 16 ans, un « service citoyen » d'une durée de 6 à 12 mois au sein d'un établissement public d'insertion de la Défense.
Au mois de mars 2013, après que la Cour de cassation a annulé le licenciement d’une employée qui portait le voile islamique au sein de la crèche Baby-Loup (Yvelines), au motif qu’il s’agit d’un établissement privé, Éric Ciotti dépose une proposition de loi pour permettre le respect de la laïcité au sein des entreprises privées. Cette loi autorisait les chefs d'entreprises à introduire des restrictions aux libertés religieuses dans les règlements intérieurs des entreprises, notamment lorsque l’expression religieuse s’inscrit dans le cadre d’un contact avec le public. Bien que Manuel Valls, ministre de l’Intérieur, ait réclamé « une initiative législative », « s’il y a un vide juridique à combler », la proposition de loi d'Éric Ciotti a été rejetée le 6 juin 2013 à l'Assemblée nationale.
En novembre 2014, il dépose un rapport critique concernant le système d'accueil des demandeurs d'asile en France. Le 4 décembre 2014, il est nommé, par le nouveau président de l'UMP, Nicolas Sarkozy, secrétaire général adjoint aux fédérations.
Le 24 septembre 2014, à la suite de l'interpellation ratée de trois jihadistes présumés à Marseille, il demande et obtient la création d'une Commission d'enquête parlementaire sur la surveillance des filières et des individus djihadistes. Le 17 décembre 2014, il est élu président de cette commission. Il conduit les travaux avec le rapporteur Patrick Mennucci, député socialiste élu dans les Bouches-du-Rhône. L’objectif est de procéder à une analyse approfondie de la législation en vigueur en matière de lutte contre le terrorisme et de faire des propositions concrètes pour remédier aux failles qui seraient ainsi identifiées..

### Cadre de l'UMP puis des Républicains
En 2012, François Fillon fait de lui son directeur de campagne pour la campagne à la présidence de l'UMP. Le 21 novembre 2012, le surlendemain de la proclamation, par la commission de contrôle électoral du parti, de la victoire de Jean-François Copé, c'est lui qui révèle lors d'une conférence de presse que la commission n'a pas comptabilisé les voix de trois fédérations d'outre-mer, ce qui inverserait les résultats de l'élection. Par ailleurs, le camp Copé l'accuse d'être lié à des irrégularités qui auraient été constatées lors du scrutin dans sa circonscription à Nice. À la suite d'une déclaration à la presse le 22 novembre 2012 de Jérôme Lavrilleux (directeur de campagne de Jean-François Copé) renouvelant ces accusations, Éric Ciotti annonce le dépôt prochain d'une plainte pour diffamation.
En janvier 2013, à la suite de l’accord entre Jean-François Copé et François Fillon qui a suivi la crise politique du congrès de novembre 2012, il est nommé avec Édouard Courtial, partisan de Jean-François Copé, délégué général chargé des fédérations.
Il soutient Nicolas Sarkozy pour la primaire présidentielle des Républicains de 2016. Très proche de celui-ci, il le défend dans les médias sur l'affaire des financements libyens et l'affaire des écoutes. Le 29 août, il est nommé porte-parole, en tandem avec Catherine Vautrin. En janvier 2017, il intègre le pôle projet de la campagne de François Fillon (vainqueur de la primaire) sur le sujet de la sécurité. Le 4 avril 2017, il est nommé secrétaire général adjoint du parti Les Républicains, en remplacement de Gérald Darmanin, démissionnaire à la suite de l'affaire Fillon. Pour le second tour de l'élection présidentielle de 2017 entre Marine Le Pen et Emmanuel Macron, il refuse le « front républicain ».
Pour le congrès des Républicains de 2017, il soutient la candidature de Laurent Wauquiez, qui est élu président du parti. En janvier 2018, il succède à Jean-François Lamour comme président de la commission d'investiture du parti. Il est élu en septembre 2018 président de la fédération Les Républicains des Alpes-Maritimes, la première de France en nombre d'adhérents.
Il dénonce en juillet 2020 la nomination de Jean Castex, issu du même parti que lui, à la fonction de Premier ministre, estimant qu’« en nommant Jean Castex, dont la seule légitimité est technocratique, Emmanuel Macron dissout Matignon » et que le président « dérive désormais de plus en plus vers un pouvoir totalement personnel et autoritaire ».

### Congrès des Républicains de 2021

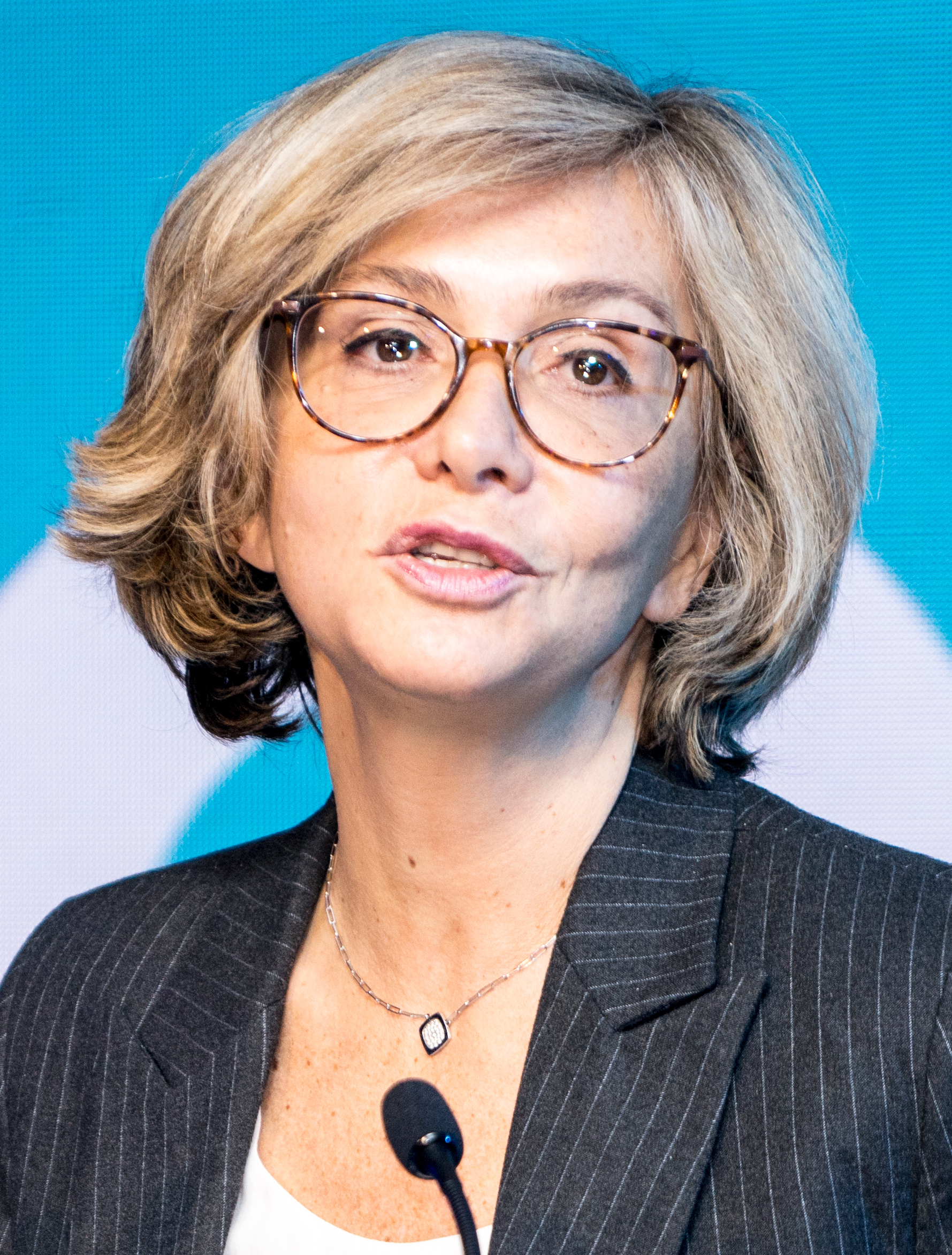
Valérie Pécresse, qui l’emporte au second tour du congrès des Républicains de 2021 face à Éric Ciotti.

Éric Ciotti annonce le 26 août 2021 sa candidature au congrès des Républicains pour désigner le candidat à l'élection présidentielle de 2022. Le 2 décembre 2021, au premier tour, il arrive en tête avec 25,6 % des voix. Au second tour, le 4 décembre, il recueille 39 % des suffrages exprimés face à la présidente du conseil régional d'Île-de-France, Valérie Pécresse. Le lendemain il lance un mouvement au sein du parti, intitulé À droite, puis critique les orientations jugées trop modérées de la candidate LR désignée,.

### Présidence des Républicains

#### Candidature
Le 26 juillet 2022, Éric Ciotti officialise sa candidature à la présidence du parti Les Républicains ; l'élection du prochain président des Républicains étant prévue début décembre, lors du congrès des Républicains de 2022.
En novembre 2022, il condamne « avec fermeté les propos d’une extrême gravité » tenus par le député RN Grégoire de Fournas, qui s'exprimait sur la situation des migrants recueillis par l'ONG SOS Méditerranée : « Qu’il(s) retourne(nt) en Afrique ! », condamnation qui pourrait avoir fait baisser le nombre d’adhérents LR le soutenant pour la présidence du parti. Il chute d’une dizaine de points par rapport au mois précédent,.
Le 4 décembre 2022, lors du premier tour du scrutin, Éric Ciotti arrive largement en tête avec 42,73 % des voix, devant Bruno Retailleau et Aurélien Pradié. Dans une tribune publiée la semaine suivante, 140 élus dont Laurent Wauquiez et Nadine Morano appellent à voter pour lui, estimant qu’il est celui qui fera « gagner la droite ».

#### Élection
Lors du premier tour de l'élection du président des Républicains début décembre 2022, la presse se focalise sur ses différences avec Bruno Retailleau le patron des sénateurs LR, ex-bras droit de François Fillon, en soulignant que « sur l'économie, Ciotti défend une ligne plus libérale ». Le 3 décembre, il est arrivé en tête du premier tour avec 42,73% des voix, devant Bruno Retailleau (34,45%), auquel s'est rallié la veille du scrutin Stéphane Le Rudulier, jusque-là porte-parole d'Éric Ciotti,. Aurélien Pradié, lui aussi moins à droite sur l'économie qu'Éric Ciotti, arrive troisième (22,29%). Inquiet de la « radicalisation » des LR, le chef de la formation Les Centristes, Hervé Morin, avait menacé avant le vote de rompre son alliance si Éric Ciotti remportait le scrutin.
Élu président des Républicains au second tour le 11 décembre 2022, avec une courte majorité de 53,7 % des voix face à Bruno Retailleau, Éric Ciotti, déclare sur TF1 vouloir bâtir une « droite de l’ordre, du travail et de l’identité » et mettre fin à la tenue d’élections primaires au sein des Républicains.
Parmi les commentaires, Le HuffPost, y voit la victoire d'idées « très proches » de celles de Marine Le Pen sur les sujets de l’immigration et de la sécurité et d’autres médias le retour d’une « droite radicalisée »,, RTL estimant que Laurent Wauquiez en sera plus facilement candidat du parti à la présidentielle de 2027.

#### Conflits internes sur la réforme des retraites
En février 2023, il destitue Aurélien Pradié de sa fonction de vice-président des Républicains en raison de désaccords au sujet de la réforme des retraites souhaitée par le gouvernement d'Emmanuel Macron et soutenue par Éric Ciotti. Son ex-porte-parole Stéphane Le Rudulier déclare à l'Agence France-Presse qu'Aurélien Pradié « a agi plus par ambition personnelle pour une visibilité médiatique que sur le fond même de la réforme ».
Avec son bras droit Olivier Marleix, président du groupe LR à l'Assemblée nationale, il exclut tout vote de la motion de censure proposée par Charles de Courson, l'ex-bras droit de François Bayrou après l'imposition de l'article 49.3 pour faire passer la réforme des retraites. Sa position n'est pas seulement contestée par Aurélien Pradié: dans les jours précédent le vote, d'autres députés LR annoncent publiquement voter cette motion de censure, parmi lesquels, Pierre-Henri Dumont, Ian Boucard, Maxime Minot ou encore Fabien Di Filippo. La presse annonce dès le 16 mars, quatre jours avant le vote, qu'ils sont au total une vingtaine dans ce cas. La « pression monte » le jour du vote au sein de LR pour évoquer « l’exclusion d’Aurélien Pradié et des députés frondeurs ».
Il est poursuivi en 2024 aux prud’hommes par six anciens permanents du parti licenciés à l'été 2023.

#### Alliance avec le RN aux élections législatives de 2024 et démission de la présidence du parti
Éric Ciotti est l'acteur central de la crise de 2024 au parti Les Républicains. Le mardi 11 juin 2024, alors que le dépôt des listes aux législatives anticipées doit être fait dans la semaine, il annonce que les Républicains noueront une « alliance avec le Rassemblement national » , après avoir préparé cet évènement avec Vincent Bolloré la veille, sans prévenir ni consulter les élus et le conseil national du mouvement qu'il préside.
Jordan Bardella et lui annoncent que « plusieurs dizaines » de députés LR seront « soutenus » via cet « accord » mais sans préciser de nom. Sur les 61 députés sortants, seule Christelle d'Intorni le soutient. Il cite ensuite les députés européens Céline Imart et Christophe Gomart, mais la première se désolidarise. Éric Ciotti a finalement investi 62 candidats, qui n'auront pas de candidats RN face à eux. Moins de la moitié étaient adhérents LR et de « très nombreux ont été parachutés » depuis Paris, selon Le Monde. Parmi eux, de « nombreux anciens soutiens » d'Éric Zemmour, mais aussi « des proches de Marion Maréchal, des chroniqueurs de CNews, un porte-parole de Donald Trump en France et une ex-députée macroniste ». Une crise interne émerge car Gérard Larcher, président du Sénat, et Olivier Marleix, président du groupe parlementaire, demandent sa démission, sur fond de bataille interne pour le contrôle des réseaux sociaux du parti.
Il conteste son exclusion du parti, votée à l'unanimité du bureau politique réuni par la vice-présidente Annie Genevard, car il doit se réunir « sur convocation du président » ou « à l’initiative d’un quart des membres du conseil national » selon les statuts. Un référé du tribunal judiciaire de Paris ordonne le 14 juin la suspension des effets des deux décisions d'exclusion prononcées contre lui les 12 et 14 juin, à condition que sa défense saisisse dans les huit jours la justice sur le fond du dossier,.

Logo de l’Union des droites pour la République fondée en 2024 par Éric Ciotti.

Le 31 août 2024, alors que la crise que traverse le parti LR, dont il est toujours officiellement le président, n’est pas résolue, il annonce son intention de créer un nouveau parti baptisé « Union des droites pour la République », faisant écho à l’ancien parti gaulliste Union des démocrates pour la République (UDR). Il annonce quitter le parti Les Républicains le 22 septembre 2024,, celle-ci est effective au 1er octobre 2024.

## Positionnement politique

### De la droite à l'extrême droite de l'échiquier politique
Éric Ciotti se réclame de la « droite républicaine » et du général de Gaulle. Pour Marianne, il rejoint les positions de Marine Le Pen en matière de sécurité, d'identité, d'immigration et d'islamisme, partageant avec elle « une vision ethnique et identitaire de la nation ». En 2021, il affirme que « ce qui différencie Les Républicains du Rassemblement national, c'est notre capacité à gouverner »,. En septembre 2021, il déclare qu'en cas de second tour opposant Emmanuel Macron à Éric Zemmour, il voterait pour ce dernier. Il affirme cependant être opposé à « l'union des droites ». Il fait du combat contre le « wokisme », qu'il décrit comme « la nouvelle terreur du siècle », une priorité. Il déclare en mai 2024 vouloir faire interdire le parti La France insoumise, qu'il accuse « d'antisémitisme » et de « semer la haine ». Lors des élections législatives de 2024, il se rapproche de l'extrême droite en se tournant vers le Rassemblement National avec qui il veut créer une coalition,, la nuance attribuée à lui et à ses candidats par le ministère de l'Intérieur et des Outre-Mer est UXD, « union de l'extrême droite », ce qu'il conteste,,.

### Questions identitaires
Il propose de changer le code de la nationalité afin de supprimer le droit du sol au profit du seul droit du sang, d'inscrire dans la Constitution « nos origines chrétiennes » et adhère à la théorie du grand remplacement,,. Affirmant voir dans le voile musulman « l’étendard de l’islam politique », il demande son interdiction pour les mineurs, les usagers du service public et les accompagnants scolaires.

### Questions économiques et sociales
Concernant les questions économiques, il défend, dans le cadre de sa candidature à la primaire de son parti pour l'élection présidentielle de 2022, la suppression de 250 000 postes dans la fonction publique, le retour aux 39 heures comme durée légale du temps de travail, le recul de l'âge de la retraite à 65 ans, la baisse de l'impôt sur les sociétés, la quasi-suppression des droits de succession ainsi que la réduction des allocations chômage et aides sociales,.
Il salue en 2023 la réforme de l’assurance chômage du gouvernement d'Emmanuel Macron, qui baisse de 25 % la durée d’indemnisation des nouveaux demandeurs d’emploi, tout en souhaitant aller « beaucoup plus loin dans la réduction des indemnités chômage ». Il appelle également à faire des « économies sur le RSA » et plaide de manière générale pour une baisse des aides sociales. Il se prononce pour la privatisation de la SNCF et défend à l'Assemblée nationale une proposition de loi en ce sens.
D'après Mediapart et Jean-Yves Camus, Éric Ciotti développe en 2025 un positionnement libertarien en s'inspirant ouvertement du président argentin Javier Milei et d'Elon Musk. Il propose une loi visant à réduire drastiquement la dépense publique de 120 milliards d'euros par an pendant cinq ans, incluant la suppression de 400 agences gouvernementales, la création d'un « département de l'efficacité publique » sur le modèle du Département de l'Efficacité gouvernementale américain, et l'élimination de 25% des normes administratives,.

### Droits LGBT
Éric Ciotti est opposé au projet de loi Taubira sur le mariage entre personnes de même sexe en France. Il participe aux différentes manifestations d'opposition au mariage homosexuel et à l'homoparentalité entre 2012 et 2013, notamment menées par La Manif pour tous. Il déclare : « Je respecte totalement l'amour homosexuel, mais pour moi le mariage a un sens : l'union d'un homme et d'une femme pour fonder une famille »,. En 2017, tout en s’opposant à la gestation pour autrui, il revient sur son opposition au mariage pour tous, affirmant que « sur le mariage pour tous, je n'aurais peut-être pas la même attitude aujourd'hui ».

### Politique étrangère
Sur les questions de politique extérieure, il revendique une « immense admiration » pour l'État d'Israël et souhaite la reconnaissance de Jérusalem comme capitale unifiée de ce pays, ainsi que le transfert de l'ambassade de France en Israël de Tel Aviv à Jérusalem, afin de « rompre avec une forme de tradition diplomatique globalement pro-arabe » de la France. Il revendique en 2023 sur la chaine israélienne I24News son amitié avec le Premier ministre israélien Benyamin Netanyahou. Estimant que « se banalise à l'extrême gauche un discours contre Israël », il demande l'interdiction de la critique du sionisme. Il estime que le conflit israélo-palestinien constitue une guerre de « civilisations » entre l'Occident et l'islamisme, se prononce en faveur de l'arrêt des aides européennes à Gaza et refuse d'appeler à l'arrêt de la colonisation de la Cisjordanie ou à la création d'un État palestinien aux côtés de l'État israélien. Selon Le Monde, la ligne d’Éric Ciotti constitue une « rupture avec la tradition gaulliste » en matière de politique étrangère. Il appelle en 2024 à ce que la France quitte la Cour pénale internationale après les mandats d'arrêt requis par le procureur de la juridiction à l'encontre du Premier ministre israélien Benjamin Netanyahou et son ministre de la Défense pour crime contre l'humanité.
Il soutient Donald Trump à la présidentielle américaine de 2024.

## Polémiques

### Conseil départemental des Alpes-Maritimes
Éric Ciotti cède en 2017 à Charles Ange Ginésy la présidence du conseil départemental des Alpes-Maritimes, contraint par la loi sur le cumul des mandats. Des centaines de documents mis en ligne en 2022 par un hackeur montrent cependant qu'Éric Ciotti, officiellement simple conseiller départemental, est resté le véritable décisionnaire. En outre, une délibération du conseil lui a octroyé un véhicule avec chauffeur.
Le conseil départemental est par ailleurs accusé d'user des finances du département à des fins politiques, les utilisant comme un moyen de pression contre les adversaires locaux d'Éric Ciotti, en particulier Christian Estrosi. Des associations mobilisées contre certains projets du maire de Nice ont ainsi reçu d'abondantes subventions, tandis que des villages auraient vu leur dotation chuter après une brouille entre leur maire et Éric Ciotti. Le président de la région Provence-Alpes-Côte d'Azur, Renaud Muselier, dénonce ce qu’il appelle le « système Ciotti » : « il faut être avec eux ou contre eux. Ils décident de punir les maires, avec des pressions, des manipulations, des interdictions ».

### Économies au détriment de la Sécurité sociale
En janvier 2023, une enquête de Médiapart met en cause les « folles économies de la famille Ciotti au détriment de la Sécurité sociale ». L'article révèle que la mère d'Éric Ciotti, paralysée, bénéficie depuis plus de 18 ans d'une place dans un hôpital de la vallée de la Vésubie pourtant réservée à des soins de courte durée. La prise en charge, entièrement assurée par la sécurité sociale, fait économiser, selon le journal en ligne, plus de 526 000 € à la famille comparée à une prise en charge dans un service de soins longue durée, où une partie des frais reste à la charge du patient. Questionné par la presse, le directeur de l'hôpital confirme en précisant qu'elle n'est pas un cas isolé. Questionné par Le Figaro, Éric Ciotti répond « n'être jamais intervenu auprès de qui que ce soit et de quelque manière que ce soit ».

## Affaires judiciaires

### Détournement de fonds publics du conseil départemental des Alpes-Maritimes
Le parquet de Nice ouvre une enquête au sujet d'Éric Ciotti en 2020 pour « détournement de fonds publics », le soupçonnant d'utiliser indûment des moyens du conseil départemental. Éric Ciotti avait démissionné de son mandat de président du conseil départemental des Alpes-Maritimes en septembre 2017 en raison de la loi sur le non-cumul des mandats, mais continuerait depuis lors de bénéficier de moyens humains et matériels dudit conseil. En janvier 2025, après leur premier signalement en 2019 ayant engendré l'ouverture de l'enquête judiciaire, Anticor dépose une nouvelle plainte contre Éric Ciotti pour « recel de détournement de fonds publics », afin de signaler la lenteur des investigations. L’association dénonce notamment la mise à disposition d'un véhicule et de collaborateurs parlementaires rémunérés par le conseil départemental.

### Détournement de fonds publics et emplois fictifs
Le 16 novembre 2022, Le Canard enchaîné révèle que la compagne d'Éric Ciotti, Caroline Magne, a, pendant une dizaine d'années, cumulé trois emplois. En juin 2007, Ciotti, alors élu député, l'a en effet embauchée comme assistante parlementaire alors qu'elle était déjà attachée de presse de Christian Estrosi à la mairie de Nice, où Ciotti était directeur de cabinet. Elle occupe alors également un poste au conseil départemental des Alpes-Maritimes. Caroline Magne devient directrice adjointe du maire de Nice en décembre 2008. En septembre 2014, elle devient directrice générale des services de La Colle-sur-Loup, tout en étant enseignante en parallèle. Les journalistes mettent en doute la réalité du travail de Magne, notant qu'elle n'a pas laissé de souvenir à l'Assemblée nationale. Ciotti indique pour sa part que sa compagne et collaboratrice exerçait quasi-exclusivement sur le terrain de sa circonscription. À la suite de ces révélations, le Parquet national financier (PNF) ouvre une enquête pour détournement de fonds publics dans le cadre de soupçon concernant un cumul d'emplois de son ancienne épouse,. Elle percevait, en tant que collaboratrice parlementaire, une rémunération de 20 000 € par an pour cinq heures de travail hebdomadaires, soit huit fois le Smic horaire, et jusqu'à 135 800 € par an en cumulant ses trois emplois. L'enquête est finalement classée en octobre 2024.
Le parquet de Nice ouvre en mai 2024 une enquête préliminaire pour détournement de fonds publics, qui cible Éric Ciotti et ses collaborateurs.

### Détournement de fonds publics de la campagne pour les élections législatives de 2022
Le 31 mai 2024, une enquête visant Éric Ciotti, est ouverte par le parquet de Nice pour détournement de fonds publics lors des élections législatives de 2022, à la suite du signalement de l'association de lutte contre la corruption Anticor. L'enquête porte notamment sur l’utilisation gratuite de cartes de parking, mises à disposition par la Chambre de commerce et d’industrie, à proximité de la permanence du port du député, par huit personnes, dont Éric Ciotti et plusieurs de ses collaborateurs. Les locaux de sa permanence à Nice sont perquisitionnés le 20 novembre.

### Enquête pour enregistrement ou conservation de données à caractère personnel sensibles
En août 2025, une perquisition a lieu dans le cadre d'une enquête débutée en mai 2025 concernant pour des faits « d’enregistrement ou conservation de données à caractère personnel sensibles sans le consentement des intéressés  »,. La tenue de fichiers caractérisent des personnalités importantes de la vie publique niçoise notamment leur confession religieuse, leur handicap ou encore leur pays d'origine,.

## Détail des mandats

### À l'Assemblée nationale
- du 20 juin 2007 au 10 juin 2012 : député pour la 1re circonscription des Alpes-Maritimes
- depuis le 19 juin 2022 : député pour la 1re circonscription des Alpes-Maritimes

### Au niveau local
- 1989-1995 : conseiller municipal de Saint-Martin-Vésubie
- 21 mars – 18 décembre 2008 : premier adjoint au maire de Nice
- 18 avril – 18 décembre 2008 : vice-président de la communauté d'agglomération Nice-Côte d'Azur (CANCA)
- depuis le 8 décembre 2008 : conseiller général puis départemental des Alpes-Maritimes (canton de Saint-Martin-Vésubie)
- 18 décembre 2008 – 15 septembre 2017 : président du conseil général, puis départemental des Alpes-Maritimes

### Au sein de partis politiques
Au sein de l'Union pour un mouvement populaire (UMP)
- 2009-2013 : Secrétaire national chargé des questions de sécurité
- 2012 : Directeur de campagne de François Fillon pour la présidence de l'UMP
- 2013-2014 : Délégué général chargé des fédérations
- 2014-2015 : Secrétaire général adjoint aux fédérations

Au sein des Républicains (LR)
- 2016 : Porte-parole de Nicolas Sarkozy pour la Primaire de la droite et du centre
- 2017-2018 : Secrétaire général adjoint
- 2018-2022 : Président de la commission d'investiture
- 2018-2024 : Président de la fédération des Alpes-Maritimes
- 2022-2024: Président des Républicains (LR)

## Synthèse des résultats électoraux

### Élections législatives
| Année | Parti  | Parti    | Circonscription         | 1er tour | 1er tour | 1er tour | 2d tour | 2d tour | 2d tour |
| Année | Parti  | Parti    | Circonscription         | Voix     | %        | Rang     | Voix    | %       | Issue   |
| ----- | ------ | -------- | ----------------------- | -------- | -------- | -------- | ------- | ------- | ------- |
| 2007  |        | UMP      | 1re des Alpes-Maritimes | 15 017   | 44,56    | 1er      | 18 365  | 60,92   | Élu     |
| 2012  | 19 971 | UMP      | 1re des Alpes-Maritimes | 43,89    | 1er      | 25 473   | 60,73   | Élu     |         |
| 2017  | LR     | 13 630   | 1re des Alpes-Maritimes | 35,00    | 1er      | 19 888   | 56,21   | Élu     |         |
| 2022  | LR     | 11 271   | 1re des Alpes-Maritimes | 31,70    | 1er      | 17 737   | 56,33   | Élu     |         |
| 2024  |        | RAD (RN) | 1re des Alpes-Maritimes | 20 809   | 41,04    | 1er      | 22 585  | 45,14   | Élu     |

### Élections départementales
| Année | Parti | Parti                | Canton           | Colistière        | 1er tour | 1er tour | 1er tour | Issue |
| Année | Parti | Parti                | Canton           | Colistière        | Voix     | %        | Rang     | Issue |
| ----- | ----- | -------------------- | ---------------- | ----------------- | -------- | -------- | -------- | ----- |
| 2015  |       | UMP                  | Tourrette-Levens | Caroline Migliore | 8 828    | 51,63    | 1er      | Élu   |
| 2021  | LR    | Christelle d'Intorni | Tourrette-Levens | 8 543             | 63,28    | 1er      | Élu      |       |

### Élections cantonales
| Année | Parti                | Parti | Canton | 1er tour | 1er tour | 1er tour | 2d tour | 2d tour | 2d tour | Issue |
| Année | Parti                | Parti | Canton | Voix     | %        | Rang     | Voix    | %       | Rang    | Issue |
| ----- | -------------------- | ----- | ------ | -------- | -------- | -------- | ------- | ------- | ------- | ----- |
| 2008  |                      | UMP   | Nice-1 | 2 741    | 40,63    | 1er      | 3 311   | 48,46   | 2e      | Battu |
| 2008  | Saint-Martin-Vésubie | UMP   | 907    | 78,50    | 1er      |          |         |         | Élu     |       |
| 2011  | Saint-Martin-Vésubie | UMP   | 1 002  | 76,84    | 1er      | Élu      |         |         |         |       |

### Congrès des Républicains
Élection pour désigner le candidat Les Républicains à l'élection présidentielle.
| Année | Parti | Parti | 1er tour | 1er tour | 1er tour | 2d tour | 2d tour | 2d tour | Issue |
| Année | Parti | Parti | Voix     | %        | Rang     | Voix    | %       | Rang    | Issue |
| ----- | ----- | ----- | -------- | -------- | -------- | ------- | ------- | ------- | ----- |
| 2021  |       | LR    | 28 844   | 25,59    | 1er      | 44 412  | 39,05   | 2e      | Battu |

Élection pour la présidence du parti Les Républicains.
| Année | Parti | Parti | 1er tour | 1er tour | 1er tour | 2d tour | 2d tour | 2d tour | Issue |
| Année | Parti | Parti | Voix     | %        | Rang     | Voix    | %       | Rang    | Issue |
| ----- | ----- | ----- | -------- | -------- | -------- | ------- | ------- | ------- | ----- |
| 2022  |       | LR    | 28 297   | 42,73    | 1er      | 33 609  | 53,70   | 1er     | Élu   |

## Distinction
- Prix Le Trombinoscope du meilleur député de l'année 2015 (ex æquo avec Patrick Mennucci)[168]

## Ouvrages
- Autorité, Paris, Éditions du Moment, coll. « Le poche du Moment », 2016, 264 p. (ISBN 978-2-35417-529-0)
- Je ne regrette rien, Paris, Fayard, 2025, 272 p.

## Dans la fiction
Dans le roman de politique-fiction de Michel Wieviorka, Le séisme. Marine Le Pen présidente (2016), où cette dernière gagne l'élection présidentielle de 2017, il devient secrétaire d'État aux Finances.